# Сентябрьская улица (Киев)
Сентябрьская улица (Вересневая; укр. Вереснева вулиця) — улица в Дарницком районе города Киева, местность Новая Дарница. Пролегает от Оросительной до Тростянецкой улицы.
Присоединяются железная дорога (пешеходный переход), улицы Приколейная, Бориспольская, Новодарницкая, Юрия Литвинского, Юрия Шевелева, Волго-Донская и Абая Кунанбаева.

## История
Улица проложена в начале XX века на восточной окраине поселка Новая Дарница. На плане Дарницы 1909 фигурирует под названием Васильевская.
В 1930-х годах — улица Пятакова , в честь украинского революционера-большевика Леонида Пятакова.
С 1938 года — улица Красной Гвардии (или Красногвардейская улица).
На карте 1943 года состоит из двух частей: Мариинской улицы (от Приколейной до Бориспольского шоссе) и улицы Красной Гвардии (до современной улицы Юрия Шевелева). Впоследствии называлась (5-я) Лесная.
Современное название — с 1955 года.